# Carlos João Chambers Ramos
Carlos João Chambers Ramos OSE • GOIP (Bonfim, Porto, 15 de janeiro de 1897 – Santa Maria de Belém, Lisboa, 1 de julho de 1969) foi um arquitecto, urbanista e pedagogo português.

## Biografia
Nasceu a 15 e foi batizado a 21 de janeiro de 1897 na freguesia de Bonfim, no Porto. Era filho de Manuel Maria de Oliveira Ramos (Válega, Ovar, 29 de Setembro de 1862 – Santa Isabel, Lisboa, 16 de outubro de 1931), e de Inês Chambers Ramos (Cedofeita, Porto, 9 de Outubro de 1870 – 23 de Junho de 1961), doméstica.
A 27 de outubro de 1921, casou civilmente em Lisboa com Clarisse Cândida Garrocho Ventura (Olhão, Olhão, 11 de Março de 1900 – ?), filha do marítimo António Joaquim Ventura, natural de Estarreja, e de Maria do Sacramento Ventura, natural de Olhão. Foi padrinho de casamento Cottinelli Telmo. Deste casamento, nasceu o futuro arquitecto Carlos Manuel Oliveira Ramos, seu colaborador em alguns projectos.
É um dos pioneiros do movimento moderno na arquitetura portuguesa, juntamente com Pardal Monteiro, Cottinelli Telmo, Cassiano Branco, Cristino da Silva e Jorge Segurado.
A sua obra inicial revela o desejo de sintonia com as tendências avançadas da arquitetura internacional das primeiras décadas do século XX, sendo autor de obras emblemáticas desse período em Portugal. Viria depois a infletir, aproximando-se do pendor historicista e tradicionalista do estilo oficial do Estado Novo.
A dimensão algo restrita da sua obra construída não é proporcional à influência determinante que exerceu sobre as gerações seguintes enquanto docente e diretor da Escola de Belas-Artes do Porto (EBAP), estando ligado às origens da corrente da Escola do Porto.

Projeto do Liceu D. Filipa de Lencastre

Pavilhão do Rádio, Instituto Português de Oncologia

Diplomou-se em Arquitectura na Escola de Belas-Artes de Lisboa (1920), onde foi colega de Cottinelli Telmo, Paulino Montez, Cristino da Silva e Pardal Monteiro.
Participou no Salão de Outono (1925) e na I Salão dos Independentes, SNBA (1930).
Foi docente no Liceu Pedro Nunes e, em 1940, ingressou como professor de Arquitectura na Escola de Belas Artes do Porto, de que se tornou diretor em 1952 (até 1967). "Ali exerceria uma considerável influência docente e profissional que lhe diminuíu as possibilidades de obra".
Lecionou as cadeiras de Urbanismo na Escola de Belas-Artes de Lisboa (1946-1948), durante uma interrupção das suas funções na Escola de Belas-Artes do Porto.
Foi membro do Conselho Superior de Obras Públicas.
Trabalhos iniciais como o edifício da Agência Havas, Rua do Ouro, Lisboa, revelam a assimilação de modelos clássicos aprendidos na Escola de Belas-Artes, embora já encontremos aqui grandes e funcionais vãos exteriores envidraçados.
Carlos Ramos foi autor de projetos emblemáticos do primeiro modernismo da arquitetura portuguesa, destacando-se o "projeto racionalista", não construído, para o Liceu D. Filipa de Lencastre, Lisboa – que apresentou no I Salão dos Independentes, 1930 –, e o Pavilhão do Rádio, parte do Instituto Português de Oncologia (IPO), Lisboa, complexo hospitalar que traçou no seu conjunto, cabendo-lhe depois o projeto desse "notável pavilhão em que ecoa o ensino da Bauhaus".. Este projeto denuncia o funcionalismo e o racionalismo dos novos princípios arquitetónicos: "volume unitário definido por superfícies lisas e cobertura plana, com total ausência de decoração".
O Pavilhão do Rádio, do Instituto Português de Oncologia de Lisboa Francisco Gentil, inaugurado em 1933, fazia parte de um conjunto de edifícios hospitalares nunca integralmente concretizados. De acordo com a evolução do estilo pessoal de Carlos Ramos em direção ao racionalismo germânico de Walter Gropius e da Bauhaus, o Pavilhão do Rádio constitui um dos poucos exemplares arquitetónicos de cariz funcionalista da sua época, evidenciando-se a pureza racional da sua volumetria de linhas depuradas, sem quaisquer cedências aos alfabetos decorativistas da linguagem déco. Para além da sua arquitetura modernista, esta construção foi igualmente pioneira por se tratar da primeira instalação europeia desenhada para obedecer às diretrizes estabelecidas no II Congresso Internacional de Radiologia de Estocolmo de 1928. A sua planificação contou também com os exemplos dos principais centros oncológicos e complexos hospitalares da Europa, de cujo estudo Carlos Ramos retirou sobretudo a lição da conformidade entre forma e função. O edifício afirma a modernidade da sua linguagem com elementos como a cobertura em terraço diferenciado ou a exteriorização das escadas, conseguida através do rasgamento desencontrado de vãos no seu corpo central, ligeiramente destacado. Apesar das posteriores ampliações do edifício, que implicaram o levantamento de um quarto piso e a parcial uniformização da cobertura, o Pavilhão do Rádio ainda constitui um testemunho de grande valor arquitetónico e patrimonial, para além de evocar a importância do seu autor no contexto da arquitetura portuguesa do século XX.
A partir da década de 1940 Carlos Ramos acompanhou a institucionalização do estilo monumentalista/tradicionalista do Estado Novo (por vezes apelidado Português Suave), e a sua arquitetura tornou-se mais pesada e convencional, como, por exemplo, no projeto para o tribunal de Évora.
Além do IPO, projectou outras unidades de saúde, entre as quais o antigo Hospital Rovisco Pais (a Leprosaria Nacional Rovisco Pais) (1947-49), na vila da Tocha, Cantanhede, sob iniciativa do Professor Bissaya Barreto.
A 4 de Março de 1941 foi feito Oficial da Ordem Militar de Sant'Iago da Espada e a 2 de Agosto de 1966 foi feito Grande-Oficial da Ordem da Instrução Pública.
Recebeu os seguintes prémios: Prémio Municipal, 1946 (moradia no Restelo); Prémio Valmor, 1958; Prémio Diário de Notícias, 1964 . A atribuição do Prémio Nacional de Arte, em 1964, "coroou-lhe justamente a carreira".
Encontra-se colaboração da sua autoria nas revistas 'Ilustração' (1926-1975) e 'Sudoeste' (1935).
Morreu a 1 de julho de 1969, aos 72 anos, em sua casa na Rua D. Francisco de Almeida, n.º 7, freguesia de Santa Maria de Belém, em Lisboa, vítima de cancro da bexiga. Foi sepultado no Cemitério dos Prazeres.

## Alguns projectos e obras
- 1922 – Edifício da Agência Havas, Rua do Ouro, 234-242, Lisboa.[17][18]
- 1925 – Bairro Económico de Olhão.
- 1927-1933 – Pavilhão do Rádio do Instituto Português de Oncologia, Lisboa.
- 1928 – Primeiro projecto para a Habitação Moreira de Almeida.
- 1929 – Projecto do Liceu Feminino D. Filipa de Lencastre, Lisboa (não construído).
- 1930 – Liceu Júlio Henriques (atual Escola Secundária José Falcão), Coimbra; com Adelino Nunes e Jorge Segurado (construída em 1931-41).[19]
- 1929 – Herdade da Palma, Conjunto Industrial Agrícola, Alcácer do Sal.[19]
- 1931 – Instituto Navarro de Paiva.
- 1938 – Fronteira de Galegos, Galegos, Marvão.[19]
- 1938 – Primeiro Prémio no 2º concurso para o Monumento em Sagres.
- 1940 – Pavilhão da colonização, Exposição do Mundo Português, Lisboa.
- 1941 – Liceu de Viseu.
- 1941 – Sanatório Dr. João de Almada, Monte, Funchal.[19]
- 1947 – Leprosaria Nacional Rovisco Pais, Tocha (Cantanhede)
- Anos de 1940 – Moradia no Restelo (Prémio Municipal em 1946).
- 1950 – Traçado da Praça do Marquês de Pombal, Lisboa (construído entre a década de 1950 e 2000).
- 1959-60 – Tribunais de Évora, Sabugal e Mirandela.

### Edifício da Agência Havas, Rua do Ouro

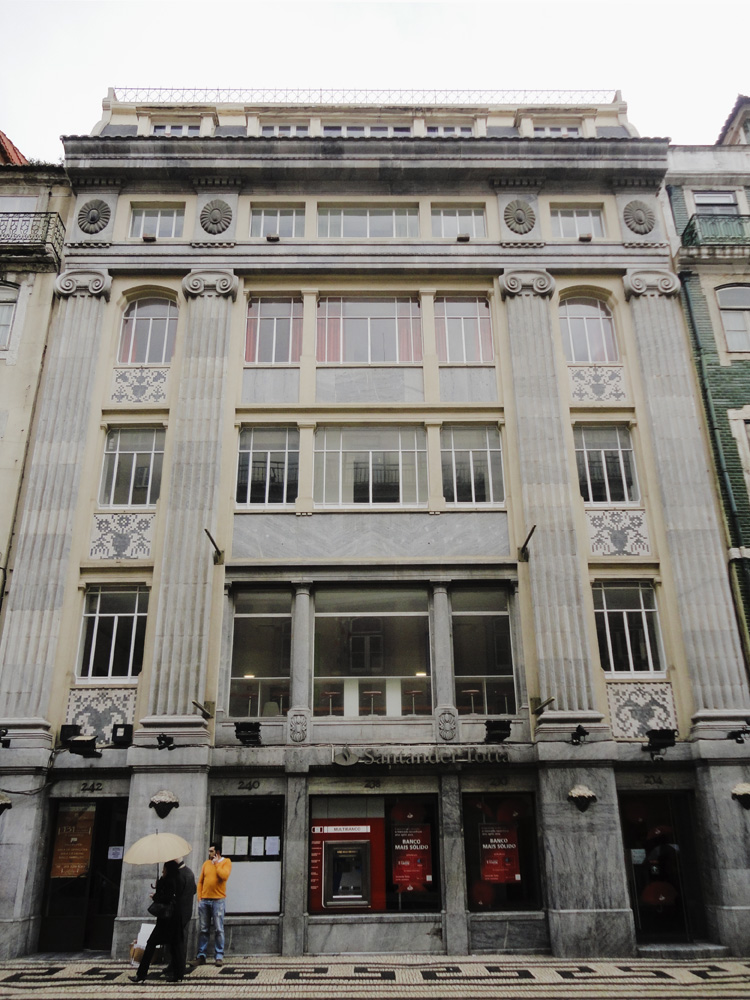
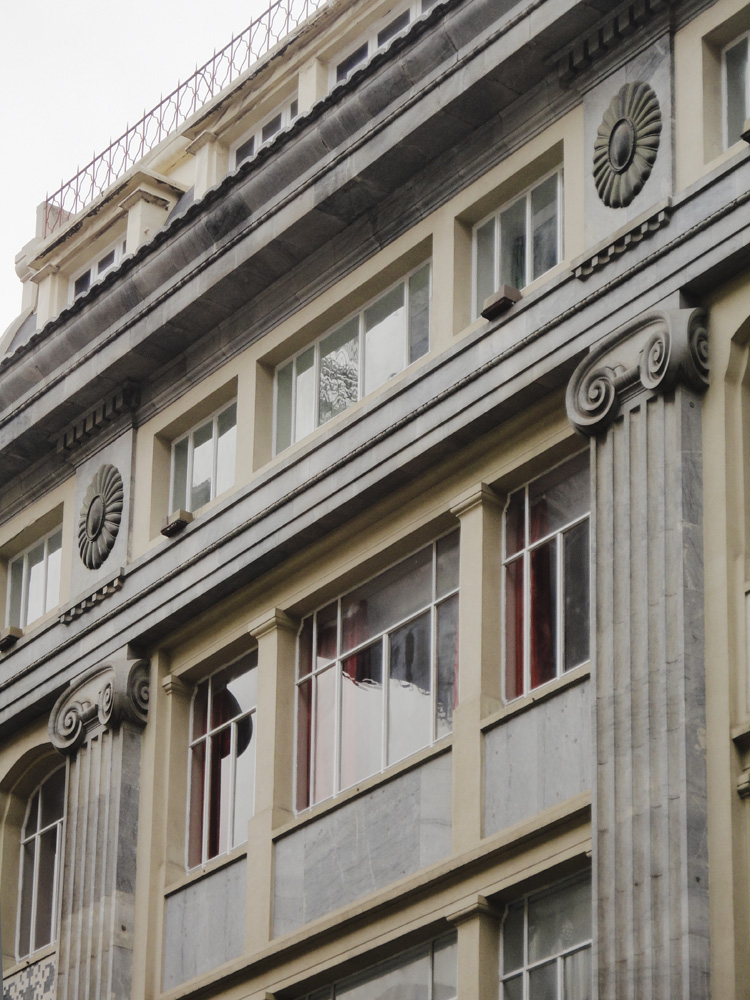

### Tribunal de Évora

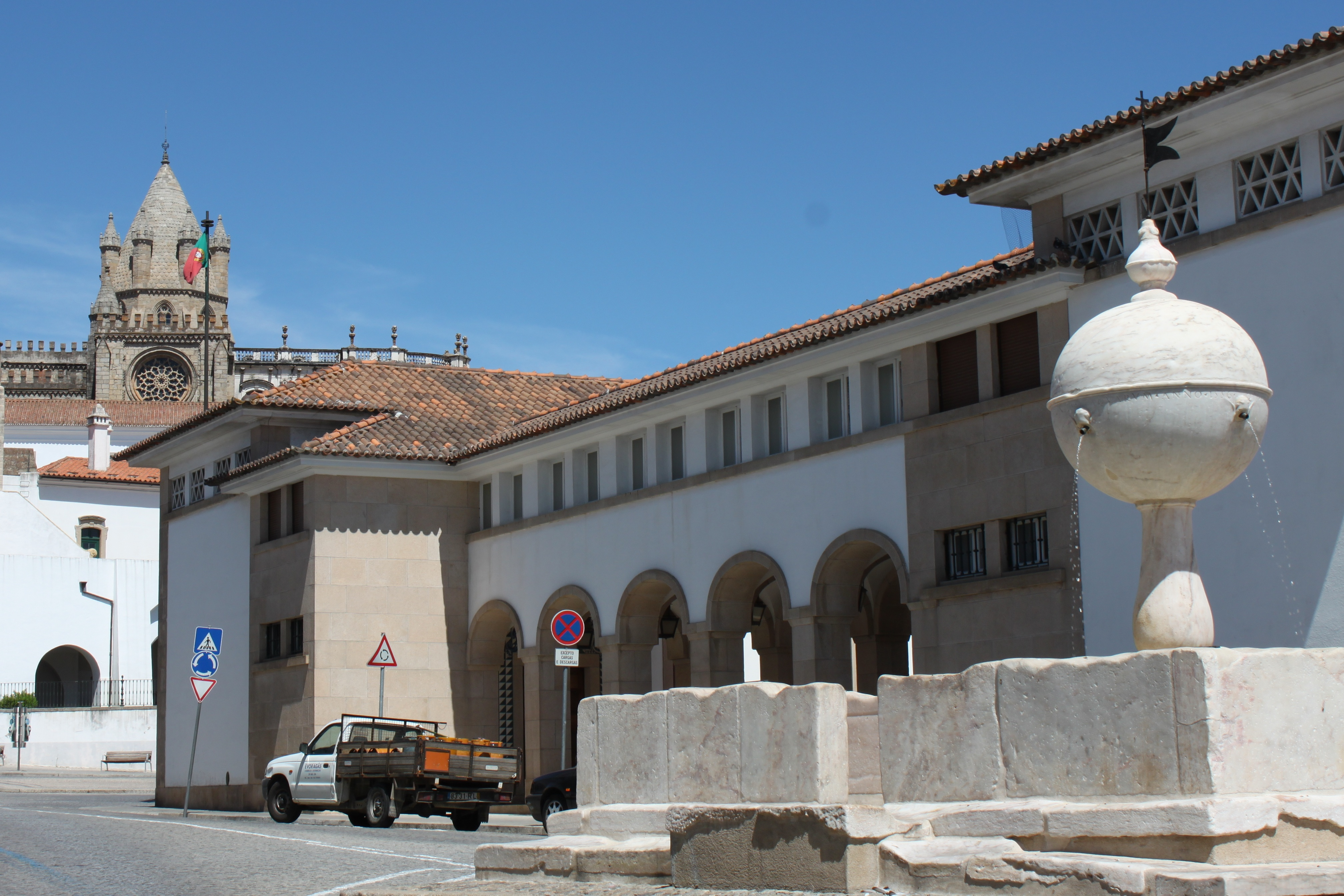

### Praça do Marquês de Pombal

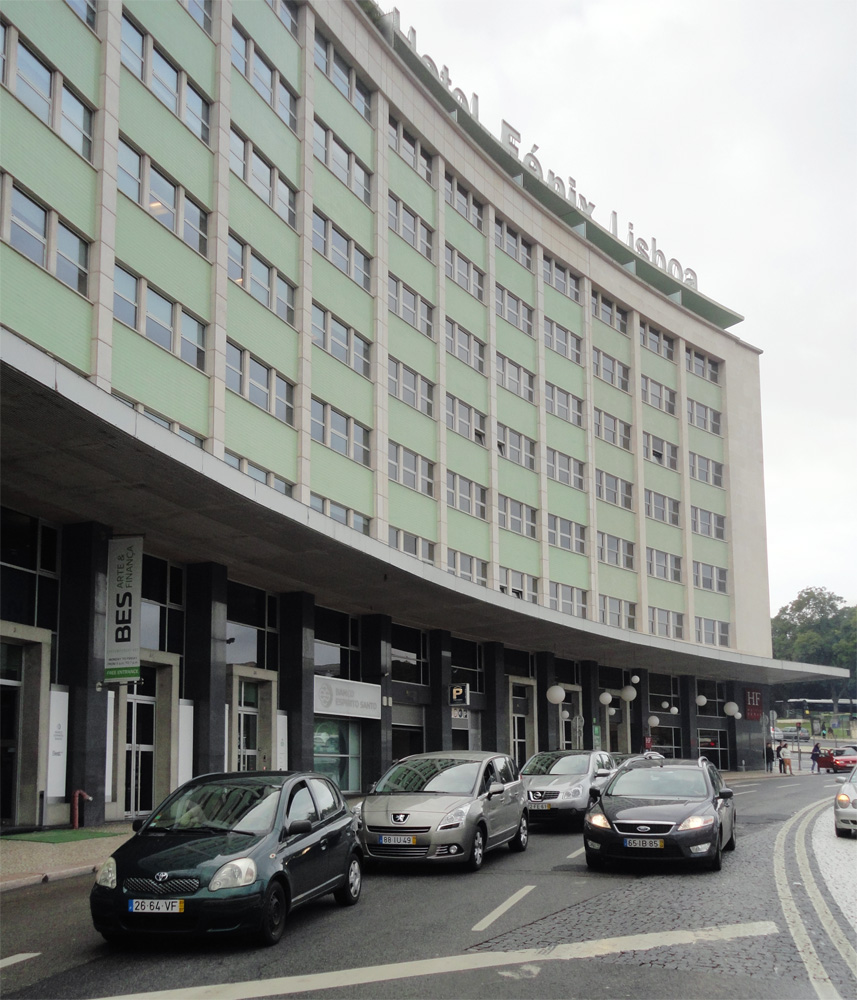
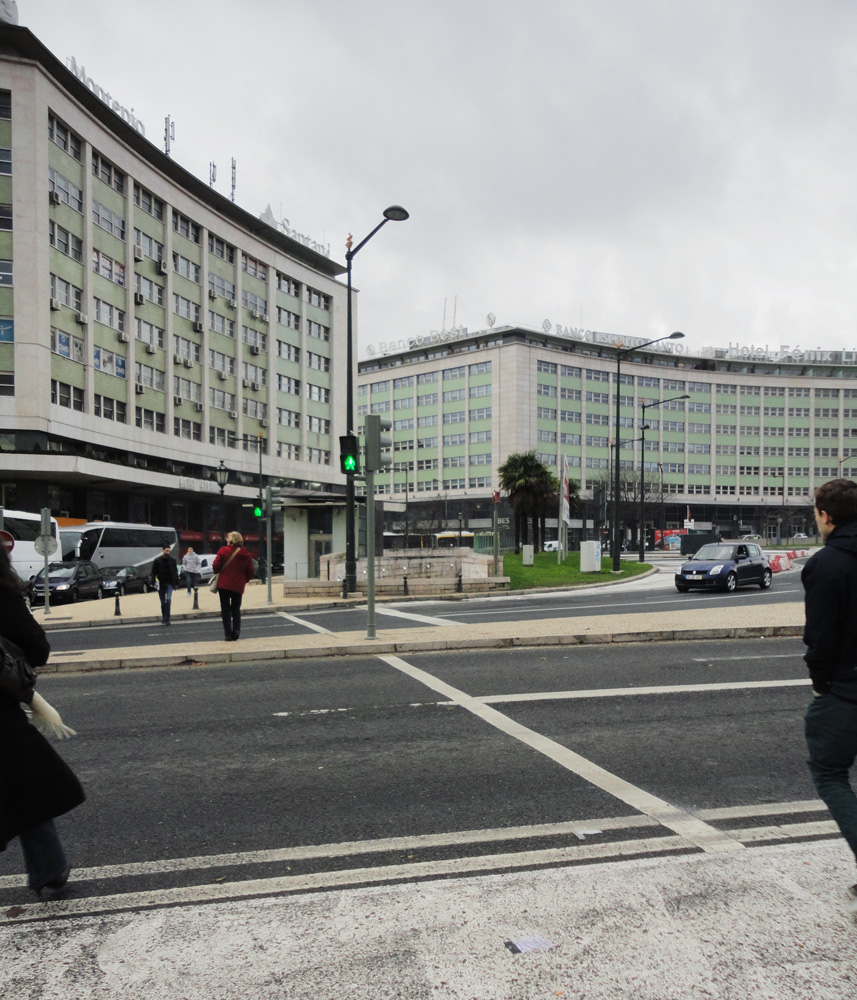
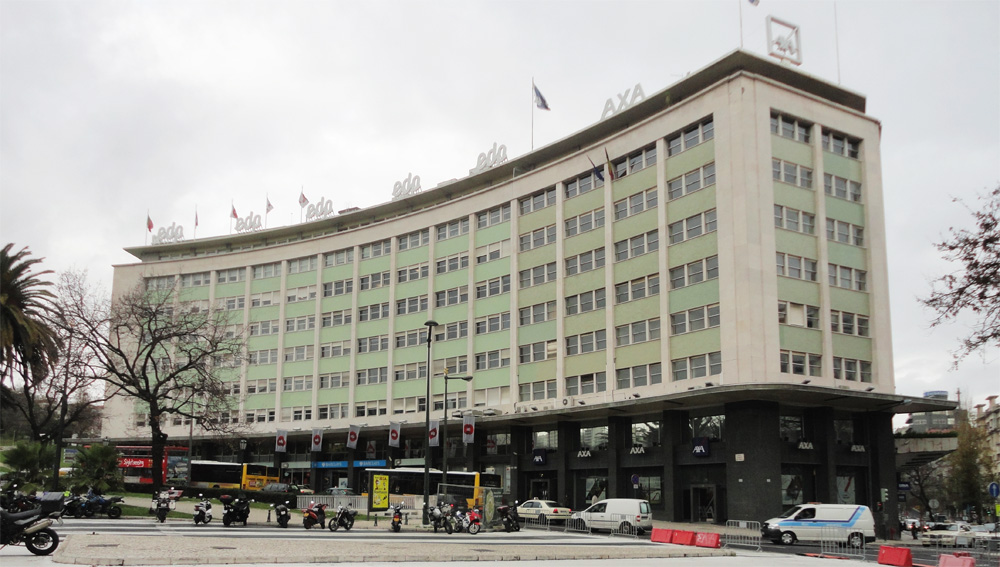